# 瓦利帕克 (密蘇里州)
瓦利帕克（英語：Valley Park）是位於美國密蘇里州聖路易斯縣的城市。

## 人口
根據2020年美國人口普查的數據，瓦利帕克的面積為13.19平方千米，當中陸地面積為11.66平方千米，而水域面積為1.53平方千米。當地共有人口6885人，而人口密度為每平方千米522人。